# Коломієць Федір Степанович
Федір Степанович Коломієць (нар. 19 червня 1910, село Макарівка Київської губернії, тепер Попільнянського району Житомирської області — 22 квітня 1994, місто Москва) — радянський державний діяч, голова виконавчого комітету Краснодарської крайової ради депутатів трудящих, секретар ЦК КП Казахстану. Кандидат у члени ЦК КПРС у 1961—1966 роках. Член Бюро ЦК КП Казахстану. Депутат Верховної Ради СРСР 6-го скликання. Герой Соціалістичної Праці (18.05.1948).

## Життєпис
Народився в бідній селянській родині. Трудову діяльність розпочав у 1926 році учнем продавця. Закінчив Верховенський сільськогосподарський технікум. До 1930 року працював агрономом у колгоспі.
У 1930—1937 роках — уповноважений особливого відділу ОДПУ—НКВС Української РСР у місті Києві.
У 1937—1941 роках — начальник відділу, заступник директора, директор Черкаського цукрорафінадного заводу Київської області.
Член ВКП(б) з 1939 року.
У 1941—1948 роках — директор Земетчинського цукрового комбінату Пензенської області РРФСР. У 1947 році очолюваний ним радгосп отримав урожай жита 33,8 центнера з гектара на площі 155 гектарів.
Указом Президії Верховної Ради СРСР від 18 травня 1948 роки за отримання високих врожаїв жита при виконанні радгоспом плану здачі державі сільськогосподарських продуктів у 1947 році і забезпечення насінням зернових культур для весняної сівби 1948 року Коломійцю Федору Степановичу присвоєно звання Героя Соціалістичної Праці з врученням ордена Леніна і золотої медалі «Серп і молот».
У 1948—1952 роках — керуючий (директор) Полтавського цукробурякотресту.
Одночасно з 9 червня по 19 грудня 1951 року — заступник голови виконавчого комітету Полтавської обласної ради депутатів трудящих.
У 1952—1953 роках — начальник Головного управління цукрової промисловості Міністерства харчової промисловості СРСР. У 1953—1954 роках —  заступник начальника Головного управління цукрової промисловості Міністерства легкої і харчової промисловості СРСР.
У 1954—1955 роках — начальник Головного управління виноробної промисловості Міністерства промисловості продовольчих товарів СРСР.
У 1955—1956 роках — слухач Вищої школи харчової промисловості.
У 1956—1957 роках — заступник міністра промисловості продовольчих товарів РРФСР. У 1957 році заочно закінчив Всесоюзний інститут харчової промисловості, інженер-економіст.
У 1957 році — заступник голови Ради народного господарства Краснодарського економічного адміністративного району.
У 1957—1960 роках — секретар Краснодарського крайового комітету КПРС.
У квітні 1960 — червні 1962 року — голова виконавчого комітету Краснодарської крайової ради депутатів трудящих.
11 травня — 30 червня 1962 року — голова Організаційного бюро ЦК КП Казахстану по Західно-Казахстанському краю. 30 червня 1962 — 7 січня 1963 року — 1-й секретар Західно-Казахстанського крайового комітету КП Казахстану.
26 грудня 1962 — 22 січня 1966 року — секретар ЦК КП Казахстану. Одночасно 26 грудня 1962 — 19 березня 1963 року — голова Бюро ЦК КП Казахстану з керівництва сільськогосподарського виробництва. 21 лютого 1963 — 19 жовтня 1965 року — 1-й секретар Целінного крайового комітету КП Казахстану.
У жовтні 1965 — 1985 року — заступник міністра харчової промисловості СРСР.
У 1985 — грудні 1989 року — заступник голови Державного агропромислового комітету СРСР.
З грудня 1989 року — персональний пенсіонер союзного значення в Москві.
Помер 19 квітня 1994 року. Похований в Москві на Кунцевському цвинтарі.

## Нагороди і звання
- Герой Соціалістичної Праці (18.05.1948)
- два ордени Леніна (18.05.1948, 18.06.1970)
- орден Жовтневої Революції (18.06.1980)
- три ордени Трудового Червоного Прапора (17.06.1960, 23.05.1966, 18.06.1985)
- орден «Знак Пошани» (2.03.1976)
- медаль «За трудову доблесть» (25.12.1959)
- медалі
- Заслужений працівник харчової промисловості РРФСР (1984)